# Everybody (Backstreet's Back)
Everybody (Backstreet's Back) è un singolo del gruppo musicale statunitense Backstreet Boys, pubblicato il 30 giugno 1997 come primo estratto dal secondo album in studio Backstreet's Back.

## Video musicale
Il regista del video Joseph Kahn creò una parodia del video di Thriller di Michael Jackson, su proposta di Nick e Brian. Il video fu girato negli studi di Los Angeles nel giugno 1997. A causa di un guasto del bus che li sta portando a casa, l'autista (Antonio Fargas) obbliga i ragazzi a trascorrere la notte in un vecchio castello spaventoso, mentre lui chiede aiuto. Mentre si prepara per dormire, Brian scopre un animale mostruoso sotto le coperte che lo fa urlare. Il gruppo compare in una grande sala vestiti in abiti d'epoca a ballare la coreografia con un corpo di ballo per poi venire trasformati in veri e propri mostri: Brian diventa un lupo mannaro, Howie il conte Dracula, Nick una mummia, AJ il Fantasma dell'Opera e Kevin il Dr. Jekyll e Mr Hyde e ognuno canta nella propria ambientazione insieme a delle comparse. Alla fine della canzone Brian, tornato normale, si risveglia nel suo letto. I cinque ragazzi si radunano nella sala da ballo e raccontano di aver sognato quello che sono diventati, così scioccati decidono di uscire dal castello ma una brutta sorpresa li attende.
Il balletto finale verrà ripreso nella scena finale del film Facciamola finita, con gli stessi Backstreet Boys che ballano in Paradiso assieme ai protagonisti.

## Tracce

### Versione statunitense
CD1
1. Everybody (Backstreet's Back) (Radio Edit)
2. Everybody (Backstreet's Back) (Matty's Radio Mix)

CD2
1. Everybody (Backstreet's Back) (Radio Edit)
2. Everybody (Backstreet's Back) (Extended Version)
3. Everybody (Backstreet's Back) (Multiman Remix)
4. Everybody (Backstreet's Back) (Matty's Radio Mix)
5. Everybody (Backstreet's Back) (Sharp London Vocal Remix)

Vinile
1. Everybody (Backstreet's Back) (Extended Radio Mix)
2. Everybody (Backstreet's Back) (Matty's Hip Hop Radio Remix)
3. Everybody (Backstreet's Back) (Kano's Undercurrent Dub)
4. Everybody (Backstreet's Back) (Sharp London Vocal Remix)
5. Everybody (Backstreet's Back) (Sharp Trade Dub)

### Versione inglese
CD1
1. Everybody (Backstreet's Back) (7" Version) – 3:44
2. Everybody (Backstreet's Back) (Extended Version) – 4:45
3. Everybody (Backstreet's Back) (Multiman Remix) – 4:09
4. Everybody (Backstreet's Back) (Matty's Remix) – 3:55
5. Everybody (Backstreet's Back) (Max & Macario Club Mix) – 6:12

CD2
1. Everybody (Backstreet's Back) (7" Version) – 3:44
2. Everybody (Backstreet's Back) (Extended Version) – 4:45
3. Boys Will Be Boys – 4:05

### Versione canadese
1. Everybody (Backstreet's Back) (7" Version) – 3:44
2. Everybody (Backstreet's Back) (Extended Version) – 4:42
3. Anywhere for You – 4:40
4. Boys Will Be Boys – 4:05

## Classifiche

### Classifiche settimanali
| Classifica (1997-98)                  | Posizione massima |
| ------------------------------------- | ----------------- |
| Australia (ARIA)                      | 3                 |
| Austria (Ö3 Austria Top 40)           | 2                 |
| Belgio (Fiandre) (Ultratop)           | 5                 |
| Belgio (Vallonia) (Ultratop)          | 5                 |
| Canada (RPM)                          | 3                 |
| Canada (Billboard Canadian Hot 100)   | 2                 |
| Danimarca (Track Top-40)              | 2                 |
| European Hot 100 (Billboard)          | 2                 |
| Finlandia (Suomen virallinen lista)   | 4                 |
| Francia (SNEP)                        | 26                |
| Germania (Media Control Charts)       | 2                 |
| Irlanda (IRMA)                        | 10                |
| Islanda (Íslenski listinn)            | 19                |
| Italia (FIMI)                         | 6                 |
| Norvegia (VG-lista)                   | 4                 |
| Nuova Zelanda (RMNZ)                  | 6                 |
| Paesi Bassi (Dutch Top 40)            | 4                 |
| Paesi Bassi (Single Top 100)          | 5                 |
| Regno Unito (Official Charts Company) | 3                 |
| Romania (Romanian Top 100)            | 1                 |
| Scozia (Official Charts Company)      | 1                 |
| Spagna (PROMUSICAE)                   | 1                 |
| Svezia (Sverigetopplistan)            | 4                 |
| Svizzera (Schweizer Hitparade)        | 2                 |
| Ungheria Mahasz                       | 1                 |
| USA Billboard Hot 100                 | 4                 |
| USA Mainstream Top 40 (Billboard)     | 11                |
| USA Rhythmic Songs (Billboard)        | 14                |

### Classifiche di fine anno
| Classifica (1997)                            | Posizione |
| -------------------------------------------- | --------- |
| Australia (ARIA Charts)                      | 26        |
| Austria (Ö3 Austria Top 40)                  | 16        |
| Belgio (Ultratop Fiandre)                    | 50        |
| Belgio (Ultratop Vallonia)                   | 19        |
| Canada (RPM)                                 | 39        |
| Europa (European Hot 100)                    | 34        |
| Francia (SNEP)                               | 86        |
| Germania (Official German Charts)            | 21        |
| Italia (Hit Parade Italia)                   | 44        |
| Paesi Bassi (Single Top 100)                 | 21        |
| Nuova Zelanda (The Official NZ Music Charts) | 26        |
| Romania (Romanian Top 100)                   | 6         |
| Svizzera (Schweizer Hitparade)               | 19        |
| UK Singles (Official Charts Company)         | 39        |
| Classifica (1998)                            | Posizione |
| USA Billboard Hot 100                        | 22        |
| Classifica (2024)                            | Posizione |
| Kazakistan                                   | 162       |

## Parodie
- Howard Stern fece una parodia del brano nel suo show intitolata "Every Homo (Backside's Back)", che venne eseguita dalla sua band, The Losers.

## Cover
I Little Big pubblicarono Everybody (Little Big Are Back) il 3 giugno 2021 con Warner Music Russia, tratta dall'album Covers
| Classifica (2021) | Posizione massima |
| ----------------- | ----------------- |
| Russia            | 100               |